# Aron Strobel
Aron Strobel (* 26. Januar 1958 in Schwäbisch Gmünd-Bargau) ist ein deutscher Gitarrist, Songwriter und Musikproduzent, der vor allem durch die Band Münchener Freiheit bekannt wurde. Er ist der Leadgitarrist und das einzig verbliebene Gründungsmitglied der Band und ist an über 250 Tonträgern (davon mehr als 200 als Songwriter) beteiligt.

## Werdegang
Strobels Kindheit wird als „fast schon beschaulich“ beschrieben. Mit elf Jahren begann er, Gitarre zu spielen. Er spielte in verschiedenen Schülerbands und machte 1977 das Abitur. Strobel studierte im Anschluss Soziologie in München und war alsbald in der dortigen Musikszene aktiv.

## Musiker und Songwriter
Strobel veröffentlichte erstmals 1980 den Song Jim mit seiner englischsprachigen Band Callgirl auf Vertigo, den er auch schrieb. Mit der Band trat er häufig im Münchener Club Rigan auf. Bald darauf schrieb Strobel mit Eberhard Weber die Musik für den Film Der Tod in der Waschstraße, der 1982 erschien.
1980 traf Strobel Stefan Zauner, 1982 ist er erstmals mit diesem und der gemeinsamen Band Münchener Freiheit auf dem Album Umsteiger als Leadgitarrist zu hören. Er entschied sich für eine Karriere als Berufsmusiker. Seitdem folgten 18 weitere Studioalben mit der Band, bei der er auch für den Hintergrundgesang bei den prägnanten mehrstimmigen Gesangsarrangements verantwortlich zeichnet. 1993 trat Strobel mit der Münchener Freiheit mit dem Song Viel zu weit beim Eurovision Song Contest auf und belegte für Deutschland den 18. Platz.
1985 wirkte Strobel mit seiner Band am Benefizprojekt Band für Afrika mit. 1991 hatte er gemeinsam mit Zauner das Nebenprojekt Deuces Wild, mit dem er ein Studioalbum veröffentlichte.

## Musikproduzent
Strobel, der in München ein kleines Tonstudio besitzt, war als Songwriter und Musikproduzent für die deutsche Gruppe Charade (später auch unter dem Namen Sphinxx aktiv) tätig, die von 1991 bis 1994 existierte und schrieb auch die Songs für das Projekt. Auch an einigen Veröffentlichungen der Münchener Freiheit war Strobel als Produzent beteiligt.

## Privatleben
Strobel lebt in München, außer Gitarren und Oldtimerautos bevorzugt er die Musik der Red Hot Chili Peppers und Bücher von Stephen Hawking.